# Xã Marion, Quận Centre, Pennsylvania
Xã Marion (tiếng Anh: Marion Township) là một xã thuộc quận Centre, tiểu bang Pennsylvania, Hoa Kỳ. Năm 2010, dân số của xã này là 1.224 người.